# Killer Wave – Die Todeswelle
Killer Wave – Die Todeswelle (Originaltitel Killer Wave) ist ein US-amerikanisch-kanadischer Katastrophenfernsehzweiteiler aus dem Jahr 2007. Regie führte Bruce McDonald, in den Hauptrollen sind Angus Macfadyen, Karine Vanasse und Tom Skerritt zu sehen.

## Handlung
Die US-Ostküste wird von gewaltigen Flutwellen heimgesucht. Sie ähneln den Tsunamis, die normalerweise nur nach einem großen Erdbeben an den Rändern des Pazifiks und des Indischen Ozeans auftreten. Der Wissenschaftler und Romanautor John McAdams ist gezwungen, an einer Konferenz des Heimatschutzministeriums teilzunehmen. Diese kommt zu dem Schluss, dass das Phänomen menschengemacht sein muss. Es wird vermutet, dass es sich möglicherweise um die Ergebnisse von Johns geheimem ehemaligem Sea Lion-Projekt handeln könnte. Fraglich bleibt jedoch, wer die finanziellen Mittel hätte und von der Katastrophe profitieren würde. Tatsächlich finden John und seine Kollegin Sophie, eine Québécoise, bald heraus, dass John fälschlicherweise wegen eines Mordes an einem potenziellen Whistleblower beschuldigt wird. Daher werden sie schon bald vom FBI, der Staatspolizei von Maine und zwei ausländischen rücksichtslosen Attentätern verfolgt.
Aufgrund der Zerstörungen an der Küstenregion werden Gelder für den Wiederaufbau und Maßnahmen zum Küstenschutz bewilligt. Auf diese Weise profitiert der Baumagnat Victor Bannister von der Flutwelle.

## Rezeption
„(Fernseh-)Katastrophenfilm, angereichert mit den einschlägigen Klischees und Effekten des Genres.“

Der Kritiker von TV Spielfilm fand, der „Schnellschuss“ mit „lausigen Spezialeffekten“ „verbindet steile Verschwörungstheorien mit handelsüblichen Katastrophenfilmklischees zu einer lachhaften Geschichte“.
Im Audience Score, der Zuschauerwertung auf Rotten Tomatoes, kommt der Film bei über 100 Nutzerbewertungen auf eine Wertung von 17 %. In der Internet Movie Database hat der Film bei 867 Stimmenabgaben eine Wertung von 4,4 von 10 möglichen Sternen.

## Produktion
Ab Juni 2006 begann McDonald für die Firma Muse Entertainment Enterprises mit der Produktion. Sieben Wochen lang wurde in Montreal und eine Woche in Nova Scotia (Halifax) gedreht. Die Dreharbeiten endeten im August 2006. Das Budget lag bei rund 10 Millionen US-Dollar.

## Veröffentlichung
Die Verbreitung für das Heimkino erfolgte über RHI International Distribution Inc. Am 10. Januar 2007 erschien der Fernsehzweiteiler im Vereinigten Königreich, am 17. März 2007 startete der Film in Deutschland. Auf DVD erschien der Film am 16. Oktober 2007.